# Капитолий штата Делавэр
Капито́лий шта́та Де́лавэр (англ. Delaware Legislative Hall) находится в городе Довер (Dover) — столице штата Делавэр (State of Delaware). В нём проводит свои заседания легислатура штата — Генеральная ассамблея Делавэра, состоящая из Палаты представителей и Сената штата Делавэр.

## История и архитектура
В 1777 году столица Делавэра была перенесена в Довер (до этого она находилась в Нью-Касле). В 1787 году Делавэр был первым штатом, ратифицировавшим конституцию США. Первый Капитолий штата (англ. The Old State House) был построен в 1787—1791 годах. Он был выполнен в георгианском стиле. Первое время вместе с легислатурой штата Делавэр там также проводили свои заседания руководящие органы округа Кент.
Современное здание Капитолия штата Делавэр (англ. Delaware Legislative Hall) было построено в 1931—1933 годах, недалеко от старого капитолия. Оно было сооружено в неогеоргианском (неоколониальном) стиле (англ. Colonial Revival architecture) по дизайну архитектора Эдварда Уильяма Мартина (Edward William Martin, 1891—1977).
В 1965—1970 годах по проекту архитектора Джорджа Флетчера Беннета (George Fletcher Bennet) к зданию капитолия были пристроены южное и северное крылья, в которых находятся офисы сенаторов и членов палаты представителей штата. Ещё два крыла были пристроены с восточной стороны здания в 1994 году. Они были спроектированы архитектурной фирмой The Architects Studio из Уилмингтона.
Во время летних периодов 1995, 1996 и 1997 года было капитально отремонтировано внутреннее убранство капитолия, включая залы заседаний обеих палат. Этот трёхфазовый ремонт был проведён компанией Moeckel, Carbonell Assoc., Inc. из Уилмингтона.

## Галерея
- Вид на Капитолий с западной стороны
- Внутренний вид Капитолия
- Зал заседаний Сената штата
- Зал заседаний Палаты представителей
- Изображение печати штата на лестнице Капитолия